# Endokrinologi
Endokrinologi er læren om hormoner (f.eks. insulin) og hormonelt betingede sygdomme (f.eks. sukkersyge). De endokrine kirtler (f.eks. skjoldbruskkirtlen) mangler udførselsgangen, men minder i den mikroskopiske opbygning om f.eks. spytkirtlerne og andre "eksokrine" kirtler, der netop har en sådan udførselsgang. De endokrine kirtler udskiller i stedet deres hormoner til blodbanen, som fører dem til "målorganerne", hvor de har deres virkning. Den engelske fysiolog Ernest Henry Starling anses for at være endokrinologiens fader.
En videnskabsmand, der beskæftiger sig med endokrinologi, kaldes en endokrinolog.